# Maurizio Lizzani
Maurizio Stefano Lizzani (Milano, 29 agosto 1968) è un ex calciatore italiano, di ruolo difensore.

## Carriera
Milita nella Pro Sesto a partire dal 1985; due anni più tardi ottiene la promozione dal Campionato Interregionale alla Serie C2, dove milita fino al 1990. In tale anno passa al Venezia, in Serie C1, dove alla prima stagione ottiene la promozione in Serie B, categoria nella quale milita coi lagunari fino al 1993. In seguito gioca ancora in cadetteria con Ancona, Fidelis Andria e per alcuni mesi nell'Avellino.
Nel novembre 1995 passa all'Alessandria dove rimane per cinque stagioni fra Serie C1 e C2, indossando anche la fascia di capitano. Successivamente veste le maglie di Legnano e Pordenone, in Serie C2.
In carriera ha totalizzato 100 presenze e 3 reti in Serie B.

## Palmarès
- Campionato Interregionale: 1

Pro Sesto: 1986-1987 (girone B)